# Бухтарминське водосховище

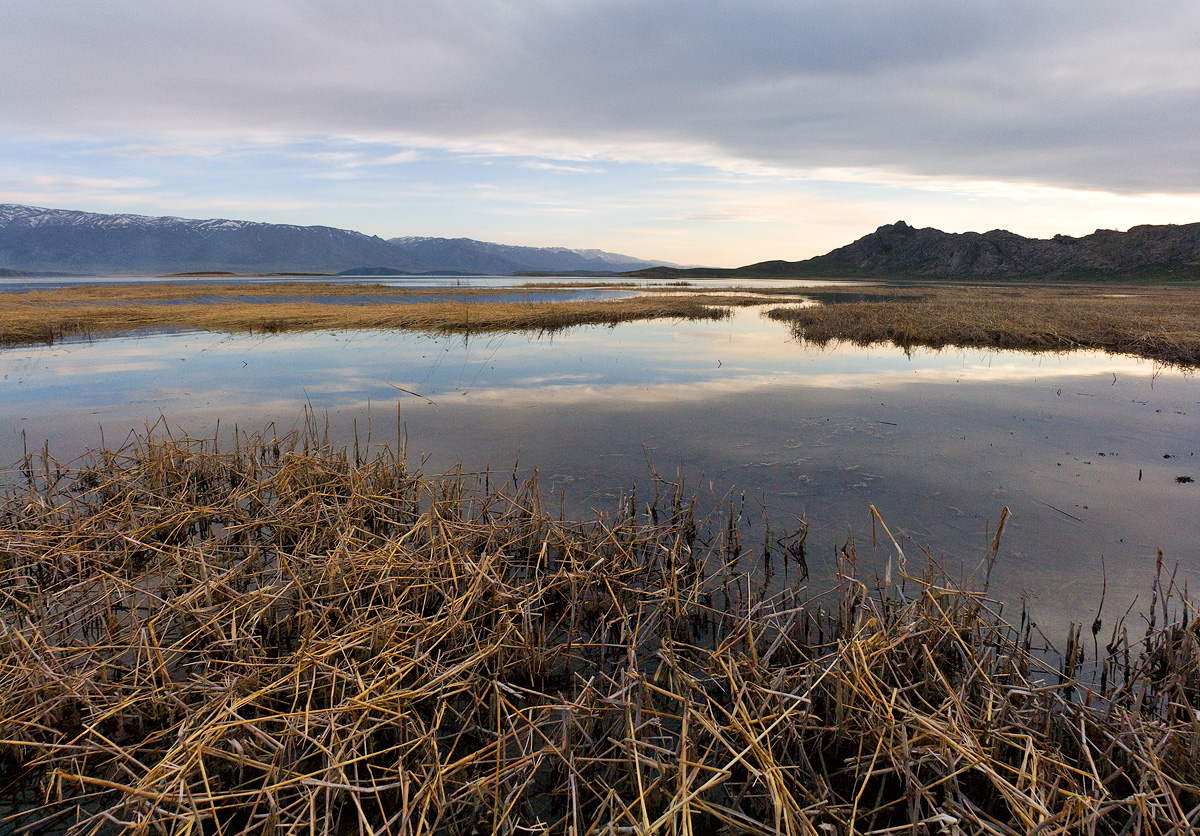

Бухтарминське водосховище — водосховище, утворене греблею Бухтарминської ГЕС на річці Іртиш. Розташовано на території Східноказахстанської області республіки Казахстан. Площа водосховища 5500 км², об'єм 53 км³, довжина понад 500 км., найбільша ширина 35 км., середня глибина 9,6 м. У долинах річок Бухтарма, Нарим і Мончекурській западині — затоки завдовжки 30—50 км і шириною до 10 км. Водосховище створює глибоководний шлях і покращує умови плавання суден по Іртишу до Омська. Рибальство (короп, лящ, осетрові).
Заповнення водосховища почалося в 1960 році, а з 1966 р. здійснюється багаторічне регулювання стоку. Водосховище складається з 2 ділянок: річкової — по долині річки Іртиш, і озера Зайсан, на місці якого утворилося широке плесо.
Має велике значення для збільшення забезпеченої потужності і вироблення електроенергії як Бухтарминської, так і Усть-Каменогорської ГЕС.
Вид регулювання стоку — багаторічне. Основні водоспоживачі: енергетика, рибне господарство, водний транспорт, водопостачання.
У створі гідровузла площа водозбору становить 141680 км², середній багаторічний стік — 18,6 км³/рік, зокрема стік весняної повені — 13,0 км³.
Низький навігаційний рівень водосховища має відмітку 396,00 м. У повені імовірність перевищення 0,01 % рівня водосховища форсується до відмітки 402,90 м.
Гарантована глибина суднового ходу 5,0 м.
Максимальна розрахункова висота вітрових хвиль на водосховищі 2,8 м.
Льодовий режим водосховища характеризується такими даними: льодостав ранній — 12/11, пізній — 13/12; очищення від льоду раніше — 0/4, пізніше — 12/5.